# Filadelfia, Linköping
Filadelfia, Linköping är en kyrkobyggnad i Linköping. Kyrkan tillhörde från början Örebromissionen som numera är en del av Evangeliska Frikyrkan.

## Orgel
- 1946 byggde Olof Hammarberg, Göteborg en orgel med 6 stämmor. Den orgeln flyttades till Baptistkyrkan, Ekeby.
- Den nuvarande elektriska orgeln byggdes 1959 av Åkerman & Lunds Nya Orgelfabriks AB, Knivsta. Den har en fri kombination och en fasta kombination.[1]

| Huvudverk I     | Svällverk II      | Pedal      | Koppel |
| Principal 8'    | Rörflöjt 8'       | Subbas 16' | I/P    |
| Gedackt 8'      | Spetsgamba 8'     | Pommer 8'  | II/P   |
| Oktava 4'       | Koppelflöjt 4'    | Oktava 4'  | II/I   |
| Gedacktflöjt 4' | Kvintadena 4'     | Fagott 16' |        |
| Gemshorn 2'     | Principal 2'      |            |        |
| Mixtur 3 chor   | Blockflöjt 2'     |            |        |
| Trumpet 8'      | Cymbel 2 chor     |            |        |
|                 | Krumhorn 8'       |            |        |
|                 | Tremolo           |            |        |
|                 | Crescendosvällare |            |        |